# Cláudio Henrique
Cláudio Agá (que já usou em seus cds e canções o nome Claudio Henrique) é um compositor, cantor,  jornalista, produtor e escritor brasileiro. Na música, produziu e lançou cinco Cds: CH (2002); #2 (2005); Intruso (2007). ;  "Vazio", de 2015, lançado digitalmente pela gravadora Biscoito Fino, e "Cavaqueando" (2017). É autor de dois livros: Botafogo, patinho feio da cidade, na coleção Bairros do Rio *(Relume Dumará), e "Uma Rua Sem Vergonha", com contos sobre a Prado Júnior, rua de prostituição em Copacabana, no Rio de Janeiro, lançado pela Editora Record em 2009 e depois adaptado para o Multishow com o mesmo nome (2013).

## História
Carioca, nos anos 80 Cláudio foi cantor e compositor do Compartimento Surpresa, banda de rock, que também contava com Rô Caldas (voz), Marcelo do Rio (baixo), Alex de Souza (teclados), Fernando Busum (Guitarra) e Beethoven (Bateria). O grupo acabou em 1987 e deixou um single: "Dois".
Em 2002, Cláudio gravou seu primeiro CD solo, "CH", lançado pelo selo Seven Music em parceria com a Sony Music. Em 2005, saiu "#2", Cd da Seven, agora em parceria com a Universal Music. Em 2007, "Intruso", produção independente do próprio artista com Macca Agrizzi e Kléber França.  Em 2015,  já assinando Claudio Agá, produz "Vazio", Cd lançado pela Biscoito Fino, com produção musical de Gian Fabra, Fernando Morello e Carlos Trilha. O quinto disco saiu em agosto de 2017, "Cavaqueando" (Trattore), e teve participações especiais de artistas como Xande de Pilares, Dudu Nobre, Moacyr Luz, Anderson Leonardo, Alceu Maia e Milton Guedes. A direção musical foi de Pedro Monteiro; Como compositor, Agá tem canções em parcerias gravadas Luis Carlinhos, com quem fez "Escapulário", "Jeito Malandro" e "Três Lindas Flores", versão em português para "Three Little Birds", de Bob Marley.
No jornalismo, Cláudio foi repórter do Jornal do Brasil e do Segundo Caderno de O Globo. Depois editou, de 1992 a 1997, a Revista Domingo do Jornal do Brasil, e foi chefiar a sucursal Rio da revista Época, de 1999 a 2003. Teve também passagens pela TV Globo e Rede Record, como repórter de vídeo, e pela TV Manchete. De 2004 a 2007, foi Diretor de Conteúdo da agência Selulloid AG, transferindo-se em 2007 para a produtora Conspiração Filmes,, onde tornou-se diretor executivo, inaugurando duas novas áreas da produtora: a Conspira Concept, núcleo de branded content e filmes para mídias digitais, e a Conspira Corp, especializada em conteúdo para marcas e empresas. Em 2013, assumiu a Direção Executiva da Rádio Globo. Deixou a emissora em 2017, retornando à Conspiração, agora como Gestor de Talentos. Como empreendedor. Em 2202, foi um dos sócios que abriu a primeira cervejaria da Devassa, no Leblon (Rio). Teve ainda uma escola de música, a Oficina de Bateria, no Shopping Downtown, na Barra, e o Orienthai, restaurante e delivery de comida tailandesa e indiana, em Botafogo.